# Richard Leduc
Richard Rene Arthur Leduc (* 2. Oktober 1941 in Argenteuil; † 11. November 2022 in Clichy) war ein französischer Schauspieler.
Leduc debütierte in der 1967 gedrehten TV-Serie Les oiseaux rares von Jean Dewever. Sein Kinodebüt gab er 1968 in der Hauptrolle des Simon in Robert Benayouns Paris n'existe pas (mit Serge Gainsbourg). Benayoun hatte ihn am Théâtre de Poche-Montparnasse entdeckt, wo Richard Leduc in einer Aufführung der Schauspielschule entdeckt hatte. Benayoun hatte beim Schreiben der Rolle an Tom Courtenay gedacht und engagierte mittels dieser Diktion Richard Leduc. Kurz darauf gibt ihm Alain Robbe-Grillet eine Hauptrolle in L'Éden et après. Er spielte 1970 den Félix de Vandenesse an der Seite von Delphine Seyrig in Marcel Cravennes Balzac-Verfilmung Die Lilie im Tal, den Maxence neben Claude Jade in der TV-Familiensaga Mauregard und die Hauptrolle des Saint-Brice in Wir werden nicht mehr in den Wald gehen. Robbe-Grillet besetzte ihn außerdem für N. a pris les dés..., Benayoun engagierte ihn ein weiteres Mal 1975 für Sérieux comme le plaisir als Bruno, Co-Star von Jane Birkin. 1974 spielte er gemeinsam mit Niels Arestrup ein schwules Liebespaar in Miss O’Gynie et les hommes fleurs, in dem die beiden Männer den Verlockungen einer jungen Frau widerstehen.
In den 1970er Jahren ein Filmstar, war Leduc in den 1980er Jahren (unter anderem Mieux vaut courir mit Christian Clavier) und 1990er Jahren (unter anderem Ce que savait Maisie von Édouard Molinaro) nur noch selten in Kino und TV zu sehen und widmete sich verstärkt der Bühnenarbeit.